# Ophiopogon mairei
Ophiopogon mairei là một loài thực vật có hoa trong họ Măng tây. Loài này được H.Lév. mô tả khoa học đầu tiên năm 1913.